# Жовта стрічка (рух)
«Жовта стрічка» — рух громадського спротиву на тимчасово окупованих територіях України, створений у квітні 2022 року після російського військового вторгнення. Метою руху є інформаційний опір російським окупантам.

## Історія
Рух громадського опору «Жовта стрічка» почав працювати одразу після повномасштабного вторгнення. Тоді активісти створили локальний ресурс для координації виїзду людей із зони бойових дій. Кістяком руху опору залишається двоє людей, з яких почався рух «Жовта стрічка». Один з них – розробник програмного забезпечення.
Станом на 2024-й рік рух спротиву діє на всіх окупованих територіях.
25 квітня на каналі у Telegram координатори руху закликали жителів чіпляти прапори України та жовті стрічки на вулицях і в людних місцях. Того ж дня у тимчасово окупованому Херсоні з'явилися жовті стрічки. Це стало поточковою точкою відліку діяльності проєкту як руху супротиву.

Розгін мирної акції у Херсоні, 27 квітня 2022 року

27 квітня у Херсоні «Жовта стрічка» провела мирну акцію «Херсон — це Україна». На вулиці міста вийшло близько 500 осіб, четверо з них зазнали поранень. За словами організаторів, мітинг став поштовхом для розвитку руху. Згодом жовті стрічки почали з'являтися в Олешках, Мелітополі, Новій Каховці, Бердянську, Ялті, Сімферополі, Керчі, Саках, Донецьку, Луганську, Генічеську, Алушті та інших містах і селах тимчасово окупованих територій.
17 червня рух провів онлайн-мітинг на підтримку Херсона в Instagram. Акція зібрала 36 тисяч людей, 75 тисяч уподобань та майже 20 тисяч поширень.
4 липня повідомлено про початок безстрокової акції «Стоп референдум». Метою є зірвання максимальної кількості псевдореферендумів на тимчасово окупованих територіях. Наступного дня у Херсоні, Донецьку, Мелітополі, Луганську та Бердянську з'явилися листівки проти псевдореферендумів.
7 липня «Жовта стрічка» оголосила про початок безстрокової акції «Крим — час додому». Організатори закликали кримських активістів повідомляти дані щодо пересування російських військ телеграм-боту «єВорог», розвішувати жовті стрічки та патріотичні листівки з гаслами «Крим — Україна. Не тільки з 1954. А завжди!», «24.08.2022. Крим — готовий» та «Час боротись! Час спротиву! Час додому».

Жовта стрічка у Донецьку

13 липня рух громадського спротиву закликав жителів Донецької та Луганської областей блокувати референдуми, вивішувати жовті стрічки та передавати інформацію про пересування ворожих військ та колаборантів платформі «єВорог». Крім того, активістів на Донбасі закликали розвішувати листівки «24.08.2022. Донецьк — готовий» та «24.08.2022. Луганськ — готовий».
26 липня новим символом руху стала літера «Ї». Координатори закликали маркувати нею будівлі, де можуть пройти так звані «референдуми»:
|  | «Ми якось писали, що закликаємо маркувати будівлі де може пройти референдум буквою «р», але херсонці підсказали нам ліпшу ідею. Наша буква «Ї» унікальна, вона одна в світі і підкреслює красоту нашої мови. Отже, ми закликаємо всіх наших активістів та прихильників маркувати буквою «Ї» всі будівлі де може пройти референдум, всі будівлі де сидять колаборанти та окупанти». |

Того ж дня літера почала з'являтися у вигляді графіті на так званих «дільницях». Невдовзі «Ї» стала одним із символів спротиву українців на тичасово окупованих територіях.
30 липня «Жовта стрічка» почала пропонувати грошову винагороду за інформацію про заходи окупантів. Наступного дня рух закликав інформувати за винагороду про локації, де відпочивають російські загарбники, — ресторани, кафе.
3 серпня в партнерстві з Маріупольською міською радою рух «Жовта стрічка» розпочав онлайн-мітинг «Маріуполь — це Україна» в Instagram. Акція тривала до 22 серпня.
5 серпня рухом вперше опубліковано «листи любові» — теплі рядки українців зі словами підтримки для жителів тимчасово окупованих територій.

Газета «Голос Партизана» у Сімферополі

6 серпня «Жовта стрічка» запустила газету «Голос Партизана». Перший тираж налічував 1200 примірників та був розвішаний по Херсону. 8 серпня газета почала виходити на тимчасово окупованій території Криму.
7 серпня рух запропонував винагороду 10 біткойнів або 230 тисяч доларів США за затримання «гауляйтера» Криму Сергія Аксьонова та інформацію про його точне місцезнаходження.
З середини серпня набула поширеності акція «Стоп референдум». Листівки із закликами бойкотувати псевдореферендуми та не брати російські паспорти почали активно розповсюджуватись у тимчасово окупованих населених пунктах.
23 серпня розпочато новий безстроковий флешмоб «Віддери рашизм». Метою є здирання та пошкодження російських листівок, оголошень та символіки окупантів на тимчасово окупованих територіях.
Того ж дня у Києві на вуличній виставці «Інфоспротив», ініційованій рухом «Чесно» у співпраці з Національним музеєм Революції Гідності, один із бордів присвятили, у тому числі, діяльності «Жовтої Стрічки».

Вагон «Потягу до перемоги», присвячений руху

24 серпня, у День Незалежності України, Укрзалізниця запустила «Потяг до Перемоги» — 7 вагонів, розписаних українськими митцями. Кожен вагон присвячений регіону України та подвигам людей, які чинять опір російським окупантам.. Один з вагонів присвячений руху «Жовта стрічка».
31 серпня «Жовта стрічка» закликала мешканців тимчасово загарбаних територій не брати участі в так званих телефонних «опитуваннях». За словами координаторів руху, це одна зі схем окупантів провести псевдореферендуми:
|  | «У рашистів нічого не виходить з проведенням псевдореферендуму, тому вони придумують нові схеми, щоб хоча б якось провести «рєфєрєндум». Одна з таких схем - «громадське опитування», до жителів ТОТ України будуть дзвонити невідомі абоненти з рф, чиї номера починаються на +7». |

У випадках дзвінків рух порадив не брати слухавку та в жодному разі не спілкуватися з адресантами, адже сам факт підняття трубки може трактуватись ними, як позитивна відповідь щодо проведення так званого «референдуму».
У вересні жовті стрічки, патріотичні плакати та графіті продовжували з'являтися на вулицях міст тимчасово окупованих областей та АР Крим. Зокрема, з 8 по 10 вересня на тлі контрнаступу на Харківщині Збройних сил України рух активізувався у тимчасово окупованому Вовчанську. Вже 11 вересня місто було звільнено від російських загарбників.

Листівка з підписами на підтримку ЗСУ у Новій Каховці

14 вересня у тимчасово окупованих Херсоні, Новій Каховці, Скадовську, Кирилівці, Токмаку та Іванівці «Жовта стрічка» провела акцію зі збору підписів на підтримку ЗСУ. Задля безпеки мешканців, активісти просили розписуватись альтернативним підписом. За кілька годин було зібрано близько 1000 підписів.
17 вересня рух закликав мешканців тимчасово окупованих територій надсилати фото та відео російських колаборантів, техніки, агітаційних продуктів, а також вулиць, адмінбудівель та банків.
19 вересня під час чергового розклеювання листівок у тимчасово окупованому Сімферополі, рух наклеїв на будівлі Представництва Президента України в Автономній Республіці Крим листівку зі словами «Відкриття вже скоро! Крим — це Україна!».
20 вересня «Жовта стрічка» відреагувала на заяви окупантів про проведення псевдореферендумів на тимчасово окупованих територіях:
|  | «Всі ви чули сьогоднішні заяви рашистів про проведення референдуму. Все це тільки "заяви" та спроба залякати нас, а хіба можна залякати країну, яка дає відсіч 2-й армії світу? Точно ні». |

Активісти запевнили, що «референдумами Україну не змінити» та опублікували статтю, у якій пояснили чому їх проведення нічого не змінить.
21 вересня на тлі підготовок окупантів до проведення так званих «референдумів» рух закликав громадськість усякими методами зривати їх: маркувати літерою «Ї» будівлі, у яких можуть пройти «референдуми», а також передавати операторам інформацію щодо їх проведення та учасників (списки, прізвища, фото, відео тощо).
23 вересня «Жовта стрічка» спільно з українською IT-спільнотою розпочала фіксувати учасників псевдореферендумів. Того ж дня активісти опублікували дані щодо місць проведення так званих «референдумів», а також особисті дані «голів виборчих комісій» у Херсонській, Луганській та Запорізькій областях. Крім того, рух закликав жителів тимчасово окупованих територій повністю ігнорувати псевдореферендуми та в жодному разі не відкривати двері від незнайомих людей.
19 жовтня рух «Жовта стрічка» разом із іншими борцями за українську цілісність отримав премію імені Андрія Сахарова від Європейського парламенту за «За свободу думки» — головну нагороду Європейського союзу в сфері прав людини.

Графіті руху в звільненому Херсоні

У листопаді, після визволення Херсона Збройними силами України, «Жовта стрічка» на каналі у Telegram розсекретила імена деяких херсонських активістів у складі руху, що чинили опір російській окупації. Згодом рух продовжив діяльність на інших тимчасово окупованих територіях.
21 листопада, у День Гідності та Свободи, рух організував у соціальних мережах флешмоб «#ЖовтаСтрічка». Учасників закликали пов'язати жовту стрічку та оприлюднити публікацію з відповідним хештегом. До акції долучилися українці та іноземці по всьому світу, зокрема жовті стрічки пов'язала чимала кількість політиків, музикантів, спортсменів та науковців. Крім того, символ громадського спротиву з'явився у Представництві України при Європейському Союзі у Брюсселі та на українській антарктичній станції «Академік Вернадський».
У перший тиждень 2023 року «Жовта стрічка» поширила понад 500 патріотичних листівок на території тимчасово окупованого Криму. Також активісти закликали жителів тимчасово окупованих територій долучатися до руху, друкувати та поширювати плакати, а також надсилати фото діяльності чат-боту руху «Разом» у Telegram.

## Символізм
В інтерв'ю інтернет-виданню «НВ» представники руху розповіли про значення жовтої стрічки:
|  | «Глибокого символізму в назві Жовта стрічка немає. Жовтий ― яскравий колір, який є на прапорі України. Та й сама фраза легко запам’ятовується». |